# Bałtyckie Stowarzyszenie Tłumaczy
Bałtyckie Stowarzyszenie Tłumaczy – powstałe 1 kwietnia 2006 w Gdańsku, zrzesza czynnych zawodowo tłumaczy, których większość stanowią tłumacze przysięgli. Organizację założyła lokalna społeczność tłumaczy z Trójmiasta i okolic, a członkami stowarzyszenia są także osoby z innych miast Polski oraz spoza jej granic.
Misją BST jest integracja środowiska zawodowego tłumaczy, wymiana myśli, wypracowanie i utrwalanie dobrych praktyk zawodowych w dziedzinie przekładu, umożliwienie tłumaczom dalszego kształcenia i rozwoju, oraz wspieranie młodych adeptów zawodu.
BST współpracuje ze Stowarzyszeniem Tłumaczy Polskich STP oraz Polskim Towarzystwem Tłumaczy Przysięgłych i Specjalistycznych PT TEPIS w zakresie szkoleń oraz wymiany informacji branżowych.